# Дождь, после побега
«Дождь, после побега», также известный под названиями«Дилемма дикобразов» и «Дождь, побег и…» (яп. 雨、逃げ出した後; дословно — «После побега от дождя») — четвёртый эпизод аниме-сериала «Евангелион» от студии Gainax. Режиссёр — Цуёси Кага, сценарист — Акио Сацукава. Впервые был показан 11 октября 1995 года на TV Tokyo, набрав 5,8% аудитории. На основе эпизода были выпущены футболки.
Ключевой темой «Дождя, после побега» является межличностная коммуникация. В эпизоде затрагивается идея «Дилеммы дикобразов», психологической метафоры, которая заключается в конфликте психологических дистанций в межличностных отношений.
Спустя пять дней после битвы с четвёртым ангелом Самусиилом капитан агентства Nerv Мисато Кацураги обнаруживает пропажу Синдзи Икари. Сам Синдзи бесцельно бродит по Токио-3, а на следующий день встречает в поле своего одноклассника Кенске Аиду, играющего в выживальщика. Синдзи решает переночевать вместе с ним в палатке. На следующее утро к палатке приходят агенты службы безопасности Nerv и отводят Синдзи в штаб-квартиру агентства, в которой он заявляет о своём отказе пилотировать Евангелион-01. Затем его отвозят на станцию, где он встречает Кенске и другого своего одноклассника Тодзи Судзухару, который просит ударить его за то, что он ранее ударил его. На станцию приезжает Мисато и, увидев, что Синдзи не сел в только что уехавший поезд, улыбается ему, а он ей в ответ.

## Сюжет
Спустя пять дней после битвы с четвёртым ангелом Самусиилом капитан агентства Nerv Мисато Кацураги обнаруживает пропажу Синдзи Икари, который жил вместе с ней в одной квартире. Сам Синдзи бесцельно бродит по Токио-3, успев поездить на электричке и посмотреть в кинотеатре фильм о Втором ударе.
На следующий день Синдзи в поле встречает своего одноклассника Кенске Аиду, играющего в выживальщика. Кенске рассказывает, что другой одноклассник Тодзи Судзухара сожалеет о том, что ударил Синдзи. Также Кенске говорит, что завидует Синдзи, потому-что он является пилотом Евангелиона и живёт вместе с Мисато. Ночь Синдзи решает провести вместе с Кенске в палатке.
На следующее утро к палатке приходят агенты службы безопасности Nerv и забирают Синдзи в штаб-квартиру агентства, в которой он заявляет о своём отказе пилотировать Еву-01. После этого Синдзи отвозят на железнодорожную станцию, на которой он встречает Кенске и Тодзи. Последний просит Синдзи ударить его, чтобы они были в расчёте, и он неохотно соглашается. Тем временем на станцию приезжает Мисато и, увидев, что Синдзи не сел в только что уехавший поезд, улыбается ему, а он ей в ответ.

## Производство
В 1993 году Gainax опубликовала «Предложение» (яп. 企画書), презентационный документ о «Евангелионе», в котором четвёртый эпизод носил название «14 лет, первый день» (яп. 14歳、始まりの日) и имел другой сюжет: у Синдзи должен был быть день рождения, однако его отец Гэндо Икари не поздравил его. Изначально завязка дружеских отношений между Тодзи, Кенске и Синдзи должна была произойти в предыдущем эпизоде «Перевод», но на этапе раскадровки было принято решение перенести её на следующий. Сценарий к «Дождю, после побега» был написан после сценария к пятому эпизоду «Рей I».
Режиссёром «Дождя, после побега» является Цуёси Кага, сценаристом — Акио Сацукава, раскадровщиком — Кииче Дзинме, главным аниматором — Сатоси Сигета. В сцене, где Синдзи смотрит фильм о Втором ударе, был применён повествовательный приём «сюжет в сюжете». Для эпизода была нарисована вымышленная модель поезда Odakyu 7700 series CHiSE.
Во вступительной музыкальной теме «Дождя, после побега» была использована песня «A Cruel Angel's Thesis» в исполнении Ёко Такахаси, а в заключительной — «Fly Me to the Moon» в исполнении Клэр Литтли. Также в эпизоде были использованы песни Масами Окуи «Bay Side Love Story — from Tokyo» и «Face» её первого студийного альбома «Gyuu».

## Темы и отсылки

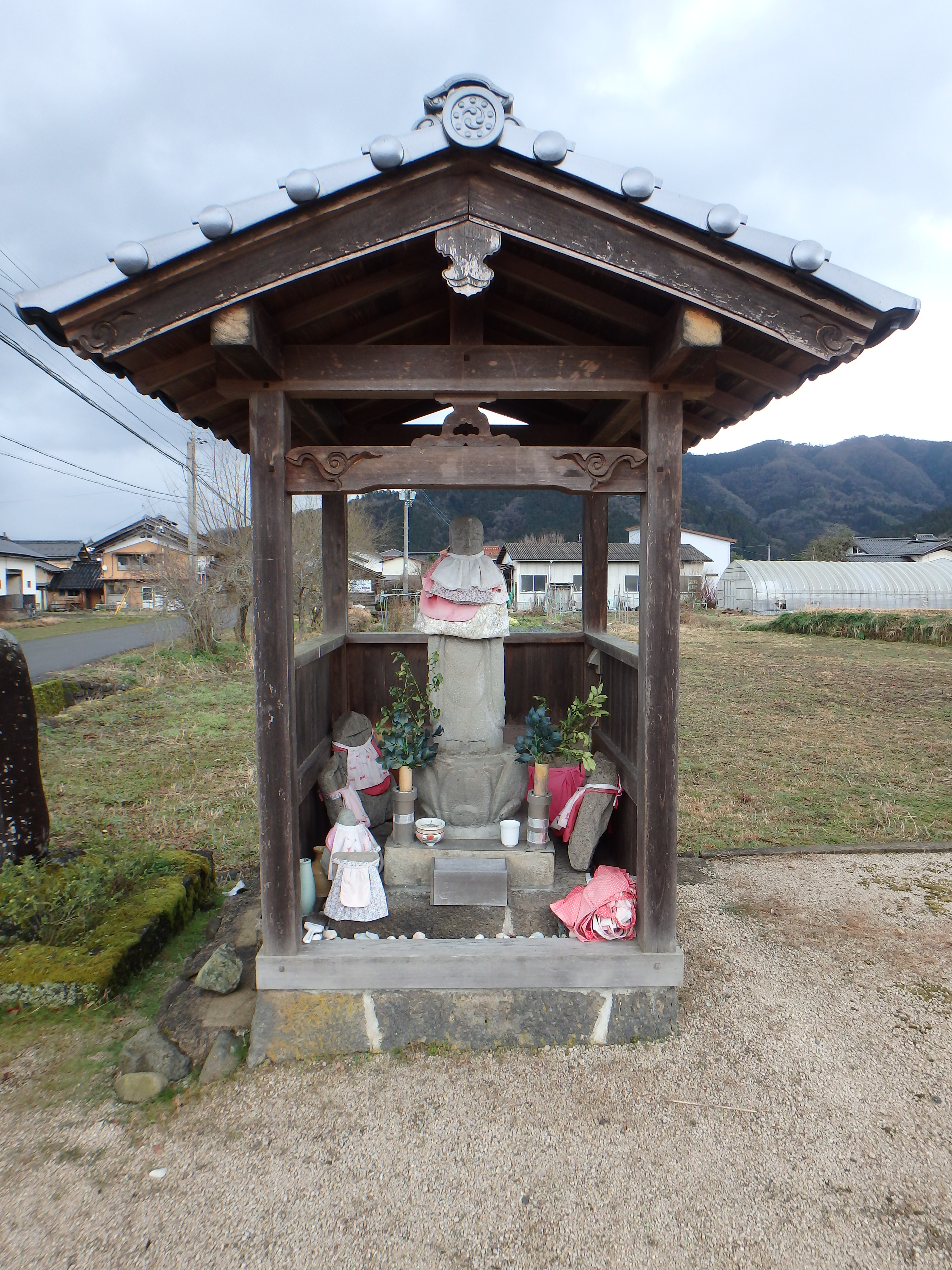
Статуя Кшитигарбхи

Ключевой темой «Дождя, после побега» является межличностная коммуникация. Доктор философии Уолтер Вейт из Psychology Today сравнил поведение Синдзи в эпизоде с концепцией недобросоветности Жан-Поля Сатра и «философским самоубийством» Альбера Камю. Джошуа Соренсен из Film Daze сравнил Синдзи из эпизода с отаку — молодыми японцами, которые одержимы определёнными аспектами поп-культуры в ущерб своим социальным навыкам.
В эпизоде была затронута идея «Дилеммы дикобразов», психологической метафоры, которая заключается в конфликте психологических дистанций в межличностных отношений. Она выражена в отношениях Синдзи и Мисато: из-за того, что они оба напуганы, они ссорятся с друг другом, что причиняет им боль и приводит к отчуждению. В конце эпизода они прилагают усилия, чтобы возобновить хорошие отношения.
В эпизоде были изображены образы настоящих географических объектов, таких как город Ацуги, долина Овакудани и озеро Асиноко. Временный уход Синдзи из Nerv является отсылкой на телесериал 1960-х годов «Заключённый». Итальянский критик Марио Паскуалини сравнил сцену, где Синдзи сидит около статуи Кшитигарбхи, с аналогичной сценой из полнометражного аниме-фильма 1988 года «Мой сосед Тоторо». Итальянский диалогист Гуальтьеро Каннарси сравнил Кенске из эпизода с военным фанатом из Otaku no Video — одним из предыдущих проектов Gainax.

## Показ и критика
Впервые «Дождь, после побега» была показана 25 октября 1995 года на TV Tokyo, набрав 5,8% аудитории.
Редактор Film School Rejects Макс Ковилл поставил «Дождь, после побега» на 24-е место в своём рейтинге эпизодов «Евангелиона», назвав Синдзи плаксивым и неприятным. Также он поставил кадр из эпизода, где Синдзи разговаривает с Мисато напротив логотипа Nerv, на 22-е место в своём рейтинге лучших кадров сериала. Ник Кример из Anime News Network назвал эпизод мучительным, а Стивен Биджан из The Verge — одним из самых напряжённых в сериале. По мнению Питера Кэхилла из Ex.org, «Дождь, после побега» может не понравится любителям боевиков, так как в ней всё внимание уделено развитию персонажа Синдзи.
Обозреватель Акио Нагатоми из Anime Café назвал сюжет эпизода не захватывающим. Джейн Нагатоми тоже из Anime Café назвала сцену, где Синдзи ударил Тодзи, милой, а конец эпизода предсказуемым. Лорен Орсини из Forbes назвала сцену в конце эпизода, в которой Синдзи и Мисато стоят на станции, освежающей альтернативой динамичным боевикам.

## Продукция
Американская компания ADV Films 27 мая 1997 года выпустила LaserDisc-сборник «Neon Genesis Deluxe Collection 1», в который был включён «Дождь, после побега». Эпизод был включён в DVD-сборники «Second Impact Box» Gainax и «Евангелион. Том 1 серии 1―6» российской компании MC Entertainment, выпущенные 15 ноября 2000 и 21 апреля 2005 года соответственно. «Дождь, после побега» вошёл в Blu-ray-сборник «Neon Genesis Evangelion Blu-ray BOX», выпущенный японской компанией King Records 26 августа 2015 года.
Японская компания Movic выпустила футболки, основанные на эпизоде. В июне 2017 года токийский магазин «Evangelion Store Tokyo-01» организовал «Ярмарку дождя „После побега“», в которой каждый клиент, совершивший покупку на сумму более 2000 иен, мог получить ткань с изображением вступительного кадра «Дождя, после побега».

### На других языках
- Browning H., Veit W. Why are we here? The Desperate Search for Meaning in Life (англ.) // Neon Genesis Evangelion and Philosophy. — 2022. — P. 3—12.
- Cannarsi G. Evangelion Encyclopedia (итал.). — Dynit[англ.], 1998. — Vol. 2.
- Redmond D. The World is Watching: Video as Multinational Aesthetics, 1968–1995 (англ.). — Southern Illinois University Press, 2004. — 202 p. — ISBN 9780809325351.
- Poggio A. Neon Genesis Evangelion Encyclopedia (итал.). — Dynit[англ.], 2008.
- Porori S. The Essential Evangelion Chronicle: Side A (фр.). — Glénat, 2009. — ISBN 978-2-7234-7120-6.

### На японском языке
- Evangelion Chronicle (яп.). — DeAgostini, 2010. — Vol. 2.
- Evangelion Chronicle (яп.). — DeAgostini, 2010. — Vol. 10.
- Evangelion Chronicle (яп.). — DeAgostini, 2010. — Vol. 26.
- Evangelion Chronicle (яп.). — DeAgostini, 2010. — Vol. 29.
- Evangelion Chronicle (яп.). — DeAgostini, 2010. — Vol. 42.
- Gainax. Neon Genesis Evangelion Newtype 100% Collection = 新世紀エヴァンゲリオン NEWTYPE 100％ COLLECTION (яп.). — Kadokawa Shoten, 1997. — ISBN 4-04-852700-2.